# Christian Meyer (Kulturmanager)
Christian Meyer (* 14. Dezember 1962 in Wien) ist ein österreichischer Kulturwissenschaftler, Volkswirt und Manager. Von 2015 bis 2019 war er Vizerektor für Außenbeziehungen der Universität für Musik und darstellende Kunst Wien. 

## Leben
Der Sohn des Dirigenten Franz Xaver Meyer und der Opernsängerin Helga Meyer-Wagner erhielt ab dem siebten Lebensjahr Klavier- und Musiktheorieunterricht an der Musikschule Margareten, später am Konservatorium der Stadt Wien. Er promovierte in Betriebs- und Volkswirtschaft an der Wirtschaftsuniversität Wien Mit der Dissertation Exportförderungspolitik in Österreich und studierte Kunstgeschichte an der Universität Wien. Postgraduate Studies in Business Administration führten ihn an die Harvard University. 
Mit Schulfreunden gründete er die Rock-Performance-Band Appendix, die sich an New Wave orientierte und in den frühen 1980er Jahren in Wien bekannt wurde. Zudem spielte er mit Harri Stojka, Stefanie Werger und Franz Hackl. Als Keyboarder setzte er auf digitale Synthesizer, welche er durch Klavierunterricht finanzierte; seine Erfahrungen im Veranstaltungsmanagement nutzte er wenig später auch für freie Theatergruppen. Daneben spielte er klassische Kammermusik, engagierte sich als Sozialarbeiter in Paris und war als freier Kulturjournalist tätig.
1989 erhielt er eine erste Anstellung im Bereich Exportfinanzierung. Ab 1990 leitete er Teile des Vertriebes der Klavierfabrik Bösendorfer. 1993 wechselte er zur Wiener Konzerthausgesellschaft als Marketingdirektor und Direktionsmitarbeiter. In seine Zeit fielen u. a. die Gründung des Barockmusik-Festivals Resonanzen, der Aufbau der Avantgarde-Festivals Wien Modern und Hörgänge sowie die Umstellung auf elektronischen Kartenverkauf. 1996/1997 beauftragten auch das Theater in der Josefstadt und das Wiener Volkstheater Meyer mit der Reorganisation des Marketings und der Einführung eines elektronischen Kartenverkaufssystems.

### Arnold Schönberg Center
Anfang 1997 betraute ihn die Stadt Wien mit der Errichtung der Arnold Schönberg Center Privatstiftung und der Übersiedelung des Schönberg-Nachlasses von der University of Southern California, Los Angeles nach Wien. Im März 1997 ernannte ihn der Stiftungsvorstand auf Vorschlag von Familie Schoenberg zum Stiftungsdirektor und beauftragte ihn mit der künstlerischen, wissenschaftlichen und kaufmännischen Leitung des Centers. Im März 1998 eröffnete Bürgermeister Michael Häupl die neu errichteten Räume am Wiener Schwarzenbergplatz; Meyer veranstaltete dazu ein einwöchiges Eröffnungsfestival u. a. mit den Wiener Philharmonikern und eine Sonderausstellung aus Beständen des Schönberg-Nachlasses.
Dem Auftrag der Stadt Wien und der Familie Schoenberg folgend gestaltete Meyer das Center gemeinsam mit seinem Team von Anfang an als ein innovatives wissenschaftliches Kompetenzzentrum zur Schönberg-Schule und zugleich als offenen, nach außen gewandten Ort der Begegnung von Musikern, Künstlern und Wissenschaftlern mit der lokalen und internationalen Öffentlichkeit. Aufführungen von Schönbergs musikalischem Werk waren ihm ebenso ein Anliegen wie die Thematisierung des Malers, Theoretikers, Lehrers, Zionisten und Zeitgenossen Schönberg. Er kuratierte und organisierte mit seinem Team wissenschaftliche Symposia, Workshops, Akademien und Vermittlungsprogramme, Dauer- und Sonderausstellungen sowie mehr als 700 Konzerte, welche pro Jahr bis zu 50.000 Besucher und mehr als 1.000 Wissenschaftler und Künstler an das Schönberg Center brachten. Er war Herausgeber der wissenschaftlichen Reihe Journal of the Arnold Schönberg Center sowie (Ko-)Produzent von TV-/DVD-Dokumentationen und Musik-CDs.
2011 wurde der Schönberg-Nachlass zum UNESCO-Welterbe.

### Faust-Stiftung, Peter Stein
Seit 1998 begleitet Meyer den deutschen Regisseur Peter Stein bei dessen Großprojekten; zunächst als Finanzkoordinator von Robert Jungbluth, ab 2001 als Präsident der Faust-Stiftung, Frankfurt für Steins 21-stündige Gesamtaufführung von Johann Wolfgang von Goethes Faust im Rahmen der Expo 2000 in Hannover sowie in Berlin und bis Ende 2001 im Wiener Kabelwerk. Im Rahmen der gemeinsam mit Peter Stein errichteten Wallenstein Betriebs-gGmbH produzierten sie 2005 bis 2007 in Kooperation mit dem Berliner Ensemble die Schillersche Wallenstein-Trilogie in der Berliner Kindl Halle, 2008/2009 Steins italienische Dramatisierung von Dostojevskijs I demoni in Italien sowie für Festivals in ganz Europa und das Mostly Mozart Festival, New York; ab 2009 mehrere Ausgaben von Peter Steins Schule des Hörens und Sehens für angehende Theaterleute und 2013 Samuel Becketts Das letzte Band mit Klaus Maria Brandauer. 2015/16 kuratierte er die Ausstellung Peter Stein - 46 Videos am Wiener Künstlerhaus.

### Leopold Museum
Von 2000 bis 2003 wurde Meyer vom österreichischen Kunstsammler Rudolf Leopold in den Stiftungsvorstand der Leopold Museum Privatstiftung berufen. Kurzfristig wurde ihm zudem die Sonderfunktion des geschäftsführenden Vorstandes übertragen. In der Folge koordinierte er die Fertigstellung und die Eröffnung des Neubaus im Wiener MuseumsQuartier seitens der Stiftung, die strategische Positionierung des Leopold-Museums, die Entwicklung einer Corporate Identity, er etablierte eine professionelle Finanzplanung sowie eine schlanke Administration und organisierte die Anstellung von etwa 80 Mitarbeitern. Zudem errichtete er einen Freundesverein und akquirierte die ersten Sponsoren und Medienpartner. Die Budgetvorgabe von 300.000 Besuchern übertraf das Team unter seiner Leitung bereits im ersten Jahr.

### Universität für Musik und darstellende Kunst Wien (mdw)
2015 wählte der Universitätsrat Meyer auf Vorschlag von Rektorin Ulrike Sych zum Vizerektor für Außenbeziehungen der Universität für Musik und darstellende Kunst Wien (mdw) für eine Amtszeit von vier Jahren. In dieser Funktion war er Stellvertreter der Rektorin und in sämtliche strategische, pädagogische, künstlerische und administrative Arbeitsprozesse des Rektorats eingebunden. Innerhalb seines Ressorts betreute er gemeinsam mit seinem Team etwa 1.300 Veranstaltungen jährlich, konzipierte mdw-Festivals und Großveranstaltungen, darunter die 200-Jahr-Feierlichkeiten 2017, baute die internationalen Beziehungen durch Kooperationen mit hochrangigen Partnerinstitutionen aus und begleitete die mdw als Leiter der Unternehmenskommunikation auf dem Weg zur weltweit führenden Universität in ihrem Bereich.

### Arbeit in Gremien und Jurys
Neben seiner Direktorentätigkeit war und ist Meyer Mitglied in verschiedenen Jurys und Gremien, etwa im Kuratorium der Wiener Festwochen (1998 bis 2001); im Aufsichtsrat der L. Bösendorfer Klavierfabrik GmbH (2002 bis 2007); in der Wiener Theaterjury, welche im Rahmen der Wiener Theaterreform die Vergabe eines Förderbudgets in Höhe von 19 Millionen Euro an 36 aus 117 Einreichungen empfahl (2004 bis 2007); in der Jury des Internationalen Hilde Zadek Gesangswettbewerbes in Zusammenarbeit mit der Universität für Musik und darstellende Kunst Wien (2006 bis 2015); 2011 bis 2013 Vorstand, von 2013 bis 2021 Aufsichtsrat der Wiener Symphoniker, seit 2012 Vorstand der Freunde des Wiener Künstlerhauses und seit 2015 Mitglied des Comité scientifique der Fondation Royaumont, Asnières sur Oise.
Von 2015 bis 2019 war er Präsident der Internationalen Gustav Mahler Gesellschaft in Wien (seit 2007 Vorstand, 2014 Vizepräsident).
Seit 2013 berät Meyer den Komponisten Arvo Pärt als Trustee des Arvo Pärt Centres in Laulasmaa, Estland.

## Dramaturgische und kuratorische Arbeiten (Auswahl)
- Ausstellung Peter Stein - 46 Videos am Künstlerhaus Wien, 2015/2016[8][9], Kuratierung und Herausgabe des Ausstellungskatalogs
- Dramaturgische Betreuung der szenischen Produktion der Neuen Oper Wien Schönberg in Erwartung – Das Buch der hängenden Gärten op. 15 / Erwartung op. 17, 2015
- Ausstellung Kandinsky: Tudo Comeca Num Ponto in Brasilia, Rio de Janeiro, São Paulo und Bela Horizonte, 2014/15. Katalogbeitrag und Ko-Kuratierung mit Evgenia Petrova, Joseph Kiblitsky und Rodolfo Athayde
- Andy Warhol-Ausstellung in Tampere, Finnland. Kuratierung von Cover Art und einer Film- und Musikretrospektive in Zusammenarbeit u. a. mit Claudia Zevi und dem Andy Warhol Museum, Pittsburgh, 2014
- Ausstellung art is: new art – Reflexionen zu Schönberg in der Gegenwartskunst. Kuratierung gemeinsam mit Edek Bartz am Arnold Schönberg Center mit Werken von Hong-Kai Wang, Silke Otto-Knapp, Marina Rosenfeld, Florian Pumhösl, Rodney Graham, Mathias Poledna, Stephen Prina, Simon Starling, Pawel Ksiazek, Marcel Odenbach und Arnold Schönberg, Herausgabe des Ausstellungskatalogs, 2013
- Ausstellung Schönberg’s Beethoven für die Beethoven-Festspiele am Beethoven-Haus in Bonn, 2012, Kuratierung und Herausgabe des Ausstellungskatalogs
- Ausstellung Kandinsky, Schönberg, Kupka am Museum Kampa, Prag, 2011[10]. Kuratierung, Konzeption des Ausstellungskatalogs mit Beitrag
- 2007/2008 Konzeption des Kooperationshauses für freie Theatergruppen im Auftrag der Stadt Wien (2009 als Kabelwerk Wien-Meidling eröffnet)
- Ausstellung Schönberg, Strindberg, Munch – Nordischer Expressionismus in Schönbergs Wien um 1900. Kuratierung gemeinsam mit Susana Zapke und Herausgabe des Ausstellungskatalogs mit Beitrag am Arnold Schönberg Center, 2008
- Gründung und dramaturgische Leitung eines Musikfestivals in San Francisco, USA gemeinsam mit dem Dirigenten Kent Nagano und der Pianistin Mari Kodama, 2003 bis 2007
- Ausstellung Schoenberg, Kandinsky and the Blue Rider am Jewish Museum New York, Kuratierung gemeinsam mit Esther da Costa Meyer und Fred Wasserman, 2001
- Reorganisation der Gmundner Festwochen, Salzkammergut; Kuratierung von Themen-Schwerpunkten zu klassischer und moderner Kammermusik und Thomas Bernhard, 2000 bis 2005
- Ausstellung Schiele e Klimt – I maestri dell'arte moderna austriaca in Aosta, Italien. Kuratierung gemeinsam mit Rudolf Leopold und Romana Schuler, 2000

## Veröffentlichungen (Auswahl)
Autor
- Mahler, Schönberg, de La Grange: A Virtual Dialogue, in: Bempéchat, Paul-André (Hg.): Naturlauf. Scholarly Journeys Toward Gustav Mahler. Essays in Honour of Henry-Louis de la Grange for his 90th Birthday, 2016

Herausgeberschaft
- 2009 Faksimile-Ausgabe von Arnold Schönberg, Sechs kleine Klavierstücke op. 19
- 2005 Catalogue raisonné zum bildnerischen Werk Arnold Schönbergs (gemeinsam mit Therese Muxeneder)
- 1998 bis 2015 Journal of the Arnold Schönberg Center
  - Schönberg, Kandinsky, Blauer Reiter und die Russische Avantgarde : die Kunst gehört dem Unbewußten. Wien: Arnold Schönberg Center Privatstiftung, 2000

Sonstiges
- Produktion eines Konzerts der Salzburger Festspiele von Mitsuko Uchida, Barbara Sukowa, Clemens Hagen u. a. mit Schönbergs Pierrot lunaire sowie einem Dokumentarfilm zu Pierrot lunaire auf DVD für Belair/Arthaus, Berlin, 2011[11]

## Ehrungen und Auszeichnungen
- Verleihung des Berufstitels „Professor“ durch Bundesminister Josef Ostermayer, 2015[12]
- Ernennung zum Offizier des Zivilverdienstordens Spaniens durch König Felipe von Spanien, 2015
- Staatspreis des Kulturministers – Die schönsten Bücher Österreichs, 2005 für: Meyer/Muxeneder, Catalogue raisonné Arnold Schönberg, Das bildnerische Werk
- Staatspreis für PR 2002 (Nominierung), Leopold-Museum – Eröffnungskampagne (Agentur Promota)
- Staatspreis für PR 1998 (Nominierung), Arnold Schönberg Center (Agentur Bohatsch Grafic Design)
- Staatspreis für PR 1992, gemeinsam mit Randolf Fochler, L. Bösendorfer Klavierfabrik – Der Hollein-Flügel